# Чорний Георгій Петрович
Чόрний Геόргій Петрόвич (нар. 14 вересня 1937, Дубові Гряди) — український науковець, кандидат технічних наук (1982), заслужений діяч науки і техніки України (1993), начальник (1997—2004), заступник начальника відділу (2004 — 2019) Державного Київського конструкторського бюро «Луч», краєзнавець, письменник, лауреат літературної премії імені Михайла Чабанівського (2015) та літературно - наукового конкурсу імені Воляників - Швабінських (2022), лауреат Державної премії України в галузі науки і техніки (2018), почесний громадянин Сахновщинської громади (2019), нагороджений почесною відзнакою Харківської облради "Слобожанська слава" (2022).

## Життєпис
Народився 14 вересня 1937 в селі Дубові Гряди Сахновщинського району Харківської області в селянській родині. Навчався у Дубовогрядській семирічці, потім ходив до школи через річку Оріль — у сусідню Дніпропетровську область, де закінчив зі срібною медаллю Чорнявщанську середню школу Юр'ївського району. 1962 року закінчив з відзнакою Харківський авіаційний інститут. З 1965 по 2022 рік, працював у Державному Київському конструкторському бюро «Луч», в якому пройшов трудовий шлях від інженера до начальника відділу. За створення унікальних зразків оборонної техніки нагороджений орденом «Знак пошани» (1982) та удостоєний почесного звання «Заслужений діяч науки і техніки України» (1993). Працював за сумісництвом (2002—2012) на посаді доцента в Національному авіаційному університеті, де видав навчальний посібник «Автоматизовані системи контролю літальних апаратів» (2008) із грифом Міністерства освіти і науки України. Має наукові праці та винаходи в галузі ракетобудування, за наукову роботу з оборонної тематики йому в складі творчої групи  присуджено Державну премію України в галузі науки і техніки (2018).
Паралельно вивчав джерела, що стосуються мови, генетики, історії, культури українців. Результати його досліджень на мовно-історичні теми друкувалися в газетах «Голос України», «Вечірній Київ», «Україна молода», «Столиця», «Літературна Україна» та інших. В умовах спротиву міської державної адміністрації Києва йому вдалося за підтримки громадськості відстояти запропоновану ним літописну назву «Дорогожичі» для нової станції метро, за що отримав від журналістів почесне звання «хрещеного батька» назви «Дорогожичі». Результати його досліджень про ранню долітописну історію Києва, про історичний шлях українського народу лягли в основу книги «Київ досвітній» (2014), за яку йому присуджено звання лауреата Всеукраїнської літературної премії імені Михайла Чабанівського. У видавництві Glagoslav Publications (Велика Британія) вийшла його електронна книга «Стародавня Україна і ранній Київ» (2016), призначена для читачів української діаспори. Його книга  "Хто ми є, українці?" відзначена першою премією літературно - наукового конкурсу імені Воляників - Швабінських , який проводить  Фундація Українського Вільного Університету в Нью - Йорку (2022).  

## Книги
Чорний, Г. П. (2011). Нариси з історії конструкторського бюро. Т. 1. К.: Четверта хвиля. с. 182. ISBN 978-966-529-248-7.
Книга розповідає про те, як жили, над чим трудилися, як проводили дозвілля молоді інженери одного з дослідно-конструкторських бюро Києва в часи воєнно-політичного протистояння двох світових наддержав: СРСР і США. Як створювали нові оригінальні зразки озброєння і військової техніки, зокрема — унікальну ракету «Шквал», яка рухається під водою зі швидкістю 100 метрів за секунду. Подібну ракету так і не змогли створити американські розробники попри їх наполегливі зусилля. В книзі обґрунтовано ймовірне походження літописної назви «Дорогожичі» від імені Дорогόж, Дорогόжко, яке за формою подібне до поширених імен давньоруських князів: Василько, Володимирко, Олелько та інших.

#### Чорний, Георгій (2014).Київ досвітній. К.: Гамазин. с.172.ISBN978-966-279-005-4.
У книзі проведено комплексне дослідження прадавньої історії українського народу із залученням досягнень археогенетики, археології та мовознавства. Досліджено, що три об'єктивні свідки минулого життя українців (мова, гени, артефакти) вказують на те, що сучасні українці — це переважно генетичні нащадки «весь час тутешнього» корінного народу, який жив і продовжує жити на Наддніпрянщині від часів Трипілля до наших днів під різними назвами, які послідовно змінювали одна одну: арії, кімерійці, скіфи, сармати, анти, гуни, руси, українці. На основі математики, топографії та лінгвістики показано, що у творі «Географія» античного вченого Клавдія Птолемея під назвою поселення «Метрополіс» ховається Київ, назва якого походить не від княжого імені Кий, а від слова древніх фінів «камінь». Цю версію підтверджують «Повість врем'яних літ», фінський епос «Калевала», Євангеліє від Іоанна та інші. У Птолемея під назвою племені «Куни» («Куноі», «Коюноі» у давньогрецькій вимові) ховається, імовірно, плем'я «Кияни», що ввійшли в історію під назвою «Гуни». Один з головних висновків книги — праця Птолемея «Географія» містить найдавнішу, відому на цей час, писемну згадку про Київ, а отже, враховуючи дату її написання, кияни мають усі підстави святкувати у 2050 році ювілейну дату — 1900-ліття Києва.
Чорний, Георгій (2016). Стародавня Україна і ранній Київ. Лондон: Glagoslav Publications. с. 144. ISBN 978-1-911414-12-4.
У книзі подано версію далекого минулого українського народу, яка ґрунтується на об'єктивних комплексних даних із різних галузей знань: лінгвістики, генетики, археології, математики, топографії, астрономії, геології та інших наук. До книги ввійшли нові результати досліджень, які були отримані автором після видання книги «Київ досвітній». Зокрема, за результатами вивчення рукописного варіанту праці Птолемея висунуто версію, яка розкриває одну з найбільших загадок Птолемеєвої карти Європейської Сарматії, а саме: чому в нього Азовське море (Меотида) має такі нереальні розміри, що північні береги моря сягають широти сучасної Рязані.
Чорний, Г. П. (2008). Автоматизовані системи контролю літальних апаратів (навчальний посібник). К.: НАУ. с. 160. ISBN 978-978-966-447-4.
В посібнику розглянуто питання, пов'язані з розробленням, експлуатацією та оцінюванням якості автоматизованих систем контролю бортової апаратури літальних апаратів: точність і надійність систем контролю, вірогідність і ефективність контролю, самоконтроль працездатності і прогнозуючий контроль, апаратне, програмне та метрологічне забезпечення систем контролю, контролепридатність об'єктів контролю та інше. Теоретичний матеріал проілюстровано прикладами, взятими із практики розроблення та експлуатації конкретних систем контролю.

#### Чорний Георгій (2020).Хто ми є, українці?К.: Ярославів Вал. с. 224. ISBN 978 - 966 - 8382 - 37 - 6.
У книзі історія українців подається нетрадиційно: про найдавніші часи розповідають їхні гени, про середні часи — їхня мова і мови тих, хто знав їхніх предків, а все розказане підтверджують         матеріальні свідки їхнього минулого життя, знайдені археологами. На основі комплексних досліджень з генетики, лінгвістики, археології, математики, геології та інших наук у книзі висунуто версії про походження українців від двох давніх цивілізацій, про походження назв "Київ", "Україна", "Русь", про вік державності України та ін. 

## Публікації у ЗМІ
- Вулкан державної двомовності. Голос України. 20 червня 1996.
- Пам'ятник меншовартості?. Голос України. 23 листопада 1996.
- Спогад про майбутнє через подорожі у минуле. Час-Time. 20—26 березня, 3—9 квітня, 10—16 квітня, 12—18 червня 1997.
- Де заховане рідне слово?. Вечірній Київ. 28 серпня 1998.
- Як назвати нову станцію метро. Хрещатик. 7 травня 1999.
- І все-таки — Дорогожичі. Вечірній Київ. 19 травня 1999.
- «Дорогожичі» — не просто назва, а слово-оберіг. Хрещатик. 4 лютого 2000.
- Мати-місто, а не «мати міст». Вечірній Київ. 19 жовтня 2000.
- Не залишаймо нащадкам «троянського коня». Столиця. 9—15 серпня 2002.
- Дев'яте диво світу — в Україні. Столиця. 6—12 вересня 2002.
- Києву — щонайменше 1900 років!. Столиця. 23—29 травня 2003.
- Де розташовувався дніпровський Самбатас Х століття. Українознавство. К. 1 (46): 230—233. 2013. ISSN 2227-5959.
- Ранній Київ і прадавня Україна. Літературна Україна. 11 грудня 2014.
- Вік Києва захований у самій його назві. Києвознавчі читання: історичні та етнокультурні аспекти. Збірка матеріалів міжнародної конференції, КНУ ім. Тараса Шевченка. К.: ПП «Фоліант»: 172—176. 2014. ISBN 978-966-95419-8-7.
- Де була столиця гунів?. Літературна Україна. 31 березня 2016.
- Щодо походження українців. Літературна Україна. 14 липня 2016.
- Значно древніший: коли насправді зародився Київ і чому це не подобається Москві. Україна молода. 30 травня 2017.
- Переосмислення української історії. Літературна Україна. 11 січня 2018.
- Ні перейменуванню: лист від киянина Георгія Чорного, який ініціював назву станції метро "Дорогожичі".  Україна молода. 25 лютого 2020.
- Як у генах українців прочитали їхню давню дописемну спадщину. Голос України. 6 січня 2022.